# Smilisca phaeota
Smilisca phaeota is een klimmende kikker uit de familie boomkikkers (Hylidae).

## Naam
De soort werd voor het eerst wetenschappelijk beschreven door Edward Drinker Cope in 1862. Oorspronkelijk werd de wetenschappelijke naam Hyla phaeota gebruikt.

## Uiterlijke kenmerken
De kleur van deze kikker is erg variabel; van lichtgroen tot donkerbruin, en een witte tot gele buik en grauwe flanken, de maximale lengte is 5 tot 6 centimeter. Op de rug zitten enkele donkere tot zwarte onregelmatige vlekjes, maar niet bij ieder exemplaar. Kenmerkend is de donkerbruine, witomrande oogstreep. Deze loopt op de neusgroeven door en eindigt vaak in een vlekje op de neuspunt.
Achter het oog wordt de oogvlek breder en houdt op boven de voorpoten. De kop is erg plat en breed, de ogen hebben een verticale pupil en puilen wat uit en de hechtschijven zijn goed ontwikkeld en duidelijk te zien.

## Algemeen
Zoals bijna alle boomkikkers is ook deze soort nachtactief en schuilt overdag tegen bladeren. Het voedsel bestaat uit allerlei insecten en andere ongewervelden, die al springend worden gevangen. Smilisca phaeota komt voor in Midden-Amerika en de uiterste noordoostelijke kuststreek van Zuid-Amerika; in Nicaragua, Colombia; Costa Rica, Panama en Ecuador. Deze kikker leeft alleen in vochtige, schaduwrijke regenwouden, vaak in de buurt van water.